# Danh sách giải thưởng và đề cử của Hồ Ngọc Hà
Hồ Ngọc Hà (tên khai sinh là Hồ Thị Ngọc Hà, sinh ngày 25 tháng 11 năm 1984) là một nữ ca sĩ và người mẫu Việt Nam. Trong suốt sự nghiệp, Hồ Ngọc Hà đã giành được nữ ca sĩ của năm tại giải Cống Hiến và giải nghệ sĩ cống hiến tại giải thưởng Yan Vpop 20 Awards. Bên cạnh đó, cô còn sở hữu nhiều giải thưởng khác như giải Mai Vàng, HTV Award, Làn Sóng Xanh, Album Vàng, Zing Music Awards,...

## Quốc tế

### MTV EMA
| Năm  | Hạng mục               | Đề cử cho | Kết quả | Chú thích |
| ---- | ---------------------- | --------- | ------- | --------- |
| 2014 | Best Southest Asia Act |           | Đề cử   | [ 1 ]     |

### Big Apple Music Awards
| Năm  | Hạng mục            | Đề cử cho | Kết quả | Chú thích |
| ---- | ------------------- | --------- | ------- | --------- |
| 2017 | Best Vietnamese Act |           | Đề cử   | [ 2 ]     |

### Promotion Marketing Award of Asia
| Năm  | Hạng mục                              | Đề cử cho                | Kết quả  | Chú thích |
| ---- | ------------------------------------- | ------------------------ | -------- | --------- |
| 2011 | Best Activity Generating Brand Volume | Mái tóc điểm 10 hoàn hảo | Giải Bạc |           |

## Trong nước

### Giải thưởng Âm Nhạc Cống Hiến
| Năm  | Hạng mục              | Đề cử cho                    | Kết quả   | Chú thích |
| ---- | --------------------- | ---------------------------- | --------- | --------- |
| 2006 | Album của năm         | Và em đã yêu                 | Đề cử     |           |
| 2008 | Nữ ca sĩ của năm      |                              | Đoạt giải |           |
| 2009 | Ca sĩ của năm         |                              | Đề cử     |           |
| 2012 | Chương trình của năm  | Hồ Ngọc Hà Live Concert 2011 | Đoạt giải |           |
| 2015 | Ca sĩ của năm         |                              | Đề cử     |           |
| 2015 | Chương trình của năm  | Hồ Ngọc Hà Live Concert 2014 | Đề cử     |           |
| 2017 | Ca sĩ của năm         |                              | Đề cử     |           |
| 2017 | Album của năm         | Gửi người yêu cũ             | Đề cử     |           |
| 2017 | Chương trình của năm  | Love Songs                   | Đề cử     |           |
| 2018 | Ca sĩ của năm         |                              | Đề cử     |           |
| 2018 | Chương trình của năm  | Cả một trời thương nhớ       | Đề cử     |           |
| 2018 | Video âm nhạc của năm | Cả một trời thương nhớ       | Đề cử     |           |

### Làn Sóng Xanh
| Năm  | Hạng mục                               | Đề cử cho          | Kết quả   | Chú thích |
| ---- | -------------------------------------- | ------------------ | --------- | --------- |
| 2005 | Nữ ca sĩ triển vọng                    |                    | Đoạt giải |           |
| 2006 | Top 10 ca sĩ được yêu thích nhất       |                    | Đoạt giải |           |
| 2007 | Top 10 ca sĩ được yêu thích nhất       |                    | Đoạt giải |           |
| 2008 | Top 10 ca sĩ được yêu thích nhất       |                    | Đoạt giải |           |
| 2009 | Nữ ca sĩ của năm                       |                    | Đoạt giải |           |
| 2009 | Top 10 ca sĩ được yêu thích nhất       |                    | Đoạt giải |           |
| 2010 | Album được yêu thích                   | Tìm lại giấc mơ    | Đề cử     | [ 3 ]     |
| 2010 | Top 10 ca sĩ được yêu thích nhất       |                    | Đoạt giải | [ 3 ]     |
| 2011 | Album được yêu thích nhất              | Vẫn trong đợi chờ  | Đoạt giải |           |
| 2011 | Top 10 ca sĩ được yêu thích nhất       |                    | Đoạt giải |           |
| 2012 | Nữ ca sĩ của năm                       |                    | Đề cử     |           |
| 2012 | Album được yêu thích nhất              | Invicible          | Đoạt giải |           |
| 2012 | Top 10 ca sĩ được yêu thích nhất       |                    | Đoạt giải |           |
| 2013 | Single của năm                         | Hãy thứ tha cho em | Đoạt giải | [ 4 ]     |
| 2013 | Single của năm                         | Hãy mặc em đi      | Đề cử     | [ 4 ]     |
| 2013 | Top 10 ca sĩ được yêu thích nhất       |                    | Đoạt giải | [ 4 ]     |
| 2014 | Album của năm                          | Mối tình xưa       | Đoạt giải |           |
| 2014 | Top 5 ca sĩ được yêu thích – Bảng Vàng |                    | Đoạt giải |           |
| 2015 | Single của năm                         | What is love       | Đề cử     |           |
| 2015 | Top 5 ca sĩ được yêu thích – Bảng Vàng |                    | Đoạt giải |           |
| 2016 | Single của năm                         | Gửi người yêu cũ   | Đề cử     |           |
| 2016 | Dự án trong năm                        | Love Songs         | Đoạt giải |           |
| 2016 | Top 5 ca sĩ được yêu thích – Bảng Vàng |                    | Đoạt giải |           |
| 2017 | Top 5 ca sĩ được yêu thích – Bảng Vàng |                    | Đoạt giải |           |
| 2020 | Dự án trong năm                        | Love Songs 4       | Đoạt giải |           |

### Giải Mai Vàng
| Năm  | Hạng mục                            | Đề cử cho              | Kết quả   | Chú thích   |
| ---- | ----------------------------------- | ---------------------- | --------- | ----------- |
| 2005 | Nữ ca sĩ nhạc nhẹ                   |                        | Đề cử     | [ 5 ]       |
| 2005 | Nữ diễn viên điện ảnh - truyền hình |                        | Đề cử     |             |
| 2007 | Nữ ca sĩ nhạc nhẹ                   | Giấc Mơ Chỉ Là Giấc Mơ | Đề cử     | [ 6 ] [ 7 ] |
| 2008 | Nữ ca sĩ nhạc nhẹ                   | Trót yêu anh rồi       | Đề cử     | [ 8 ] [ 9 ] |
| 2009 | Nữ ca sĩ nhạc nhẹ                   | Xin hãy thứ tha        | Đề cử     | [ 10 ]      |
| 2011 | Nữ ca sĩ nhạc nhẹ                   | Tìm lại giấc mơ        | Đoạt giải |             |
| 2011 | Top 10 ca sĩ                        |                        | Đoạt giải |             |
| 2012 | Nữ ca sĩ nhạc nhẹ                   | Một lần cuối thôi      | Đoạt giải |             |
| 2012 | Top 10 ca sĩ                        |                        | Đoạt giải |             |
| 2013 | Ca khúc                             | Hãy thứ tha cho em     | Đề cử     |             |
| 2014 | Nữ ca sĩ nhạc nhẹ                   | Cô đơn giữa cuộc tình  | Đề cử     | [ 11 ]      |
| 2015 | Nữ ca sĩ nhạc nhẹ                   | What is love           | Đề cử     | [ 12 ]      |
| 2016 | Nữ ca sĩ nhạc nhẹ                   | Chạy theo lý trí       | Đề cử     |             |
| 2017 | Nữ ca sĩ nhạc nhẹ                   | Cả một trời thương nhớ | Đề cử     |             |

### Giải Cánh diều
| Năm  | Hạng mục                                         | Đề cử cho                    | Kết quả | Chú thích |
| ---- | ------------------------------------------------ | ---------------------------- | ------- | --------- |
| 2004 | Nữ diễn viên chính xuất sắc phim truyện điện ảnh | Chiến dịch trái tim bên phải | Đề cử   | [ 13 ]    |

### Yan Vpop 20 Awards
| Năm  | Hạng mục                     | Đề cử cho          | Kết quả   | Chú thích |
| ---- | ---------------------------- | ------------------ | --------- | --------- |
| 2011 | MV xuất sắc nhất             |                    | Đoạt giải |           |
| 2012 | Nữ ca sĩ được yêu thích nhất |                    | Đoạt giải |           |
| 2013 | Nữ ca sĩ xuất sắc nhất       |                    | Đề cử     |           |
| 2013 | Music Video được yêu thích   | Hãy thứ tha cho em | Đề cử     |           |
| 2013 | Top 20 ca sĩ                 |                    | Đoạt giải |           |
| 2015 | Nghệ sĩ cống hiến            |                    | Đoạt giải | [ 14 ]    |
| 2015 | Top 20 ca sĩ                 |                    | Đoạt giải |           |
| 2016 | Top 20 ca khúc               | Keep me in love    | Đoạt giải |           |

### Ấn tượng VTV
| Năm  | Hạng mục           | Đề cử cho | Kết quả | Chú thích |
| ---- | ------------------ | --------- | ------- | --------- |
| 2014 | Nghệ sĩ ấn tượng   |           | Đề cử   |           |
| 2014 | Khách mời ấn tượng |           | Đề cử   |           |

### HTV Awards
| Năm  | Hạng mục                     | Đề cử cho | Kết quả   | Chú thích |
| ---- | ---------------------------- | --------- | --------- | --------- |
| 2009 | Nữ ca sĩ được yêu thích nhất |           | Đoạt giải |           |
| 2009 | Nghệ sĩ thân thiện nhất      |           | Đoạt giải |           |
| 2010 | Nữ ca sĩ được yêu thích nhất |           | Đề cử     | [ 15 ]    |
| 2012 | Nữ ca sĩ được yêu thích nhất |           | Đoạt giải |           |

### Zing Music Awards
| Năm  | Hạng mục                                      | Đề cử cho              | Kết quả   | Chú thích |
| ---- | --------------------------------------------- | ---------------------- | --------- | --------- |
| 2010 | Nữ ca sĩ có phong cách trình diễn ấn tượng    |                        | Đoạt giải |           |
| 2010 | Top 10 ca khúc của năm                        | Tìm lại giấc mơ        | Đoạt giải |           |
| 2011 | Top 10 ca khúc của năm                        | Nỗi nhớ vơi đầy        | Đoạt giải |           |
| 2011 | Top 10 album của năm                          | Nỗi nhớ vơi đầy        | Đoạt giải |           |
| 2011 | Top 10 video clip của năm                     | Một lần cuối thôi      | Đoạt giải |           |
| 2012 | Nghệ sĩ của năm                               |                        | Đoạt giải | [ 16 ]    |
| 2012 | Music Video có hình ảnh đẹp nhất              | Đắn đo                 | Đoạt giải | [ 16 ]    |
| 2012 | Ca khúc Dance của năm                         | Bay lên tình yêu       | Đề cử     |           |
| 2013 | Nghệ sĩ của năm                               |                        | Đề cử     | [ 17 ]    |
| 2014 | Album của năm                                 | Mối tình xưa vol.7     | Đoạt giải |           |
| 2014 | Nghệ sĩ của năm                               |                        | Đoạt giải |           |
| 2014 | MV của năm                                    | Cô đơn giữa cuộc tình  | Đề cử     |           |
| 2014 | Album đứng đầu nhiều tuần nhất bảng xếp hạng  | Mối tình xưa vol.7     | Đề cử     |           |
| 2015 | MV của năm                                    | Em đi tìm anh          | Đề cử     |           |
| 2015 | Ca khúc Dance/ Electronic được yêu thích nhất | Em đi tìm anh          | Đề cử     |           |
| 2015 | Ca khúc song ca/ nhóm ca được yêu thích nhất  | Em đi tìm anh          | Đề cử     |           |
| 2015 | Song ca/ Nhóm ca được yêu thích nhất          | (cùng Noo Phước Thịnh) | Đoạt giải |           |
| 2015 | MV đứng đầu tuần nhiều nhất bảng xếp hạng     | Em đi tìm anh          | Đoạt giải |           |
| 2015 | MV đứng đầu tuần nhiều nhất bảng xếp hạng     | What is love           | Đề cử     |           |
| 2016 | Album của năm                                 | Love Songs 3           | Đoạt giải |           |
| 2016 | Nghệ sĩ của năm                               |                        | Đoạt giải | [ 18 ]    |
| 2016 | Nữ ca sĩ được yêu thích nhất                  |                        | Đề cử     | [ 18 ]    |
| 2016 | Album đứng đầu nhiều tuần nhất bảng xếp hạng  | Love Songs 3           | Đề cử     | [ 18 ]    |

### WeChoice Awards
| Năm  | Hạng mục                          | Đề cử cho              | Kết quả | Chú thích |
| ---- | --------------------------------- | ---------------------- | ------- | --------- |
| 2015 | Playlist truyền cảm hứng          | Em đi tìm anh          | Đề cử   |           |
| 2015 | Playlist truyền cảm hứng          | Destiny                | Đề cử   |           |
| 2016 | Giám khảo TVshow của năm          |                        | Đề cử   |           |
| 2017 | Album âm nhạc được yêu thích nhất | Love Songs             | Đề cử   |           |
| 2017 | Music Video được yêu thích nhất   | Cả một trời thương nhớ | Đề cử   |           |

### Album Vàng
| Năm  | Giải thưởng     | Hạng mục                                                  | Đề cử cho        | Kết quả   | Chú thích |
| ---- | --------------- | --------------------------------------------------------- | ---------------- | --------- | --------- |
| 2007 | Album vàng 2007 | Tháng 4 (không rõ hạng mục)                               | Muốn nói với anh | Đoạt giải | [ 19 ]    |
| 2007 | Album vàng 2007 | Album xuất sắc (do hội đồng nghệ thuật bình chọn)         | Muốn nói với anh | Đoạt giải | [ 19 ]    |
| 2008 | Album vàng 2008 | Album xuất sắc (do hội đồng nghệ thuật bình chọn)         | Khi ta yêu nhau  | Đoạt giải | [ 20 ]    |
| 2008 | Album vàng 2008 | Album xuất sắc tháng 7 (do hội đồng nghệ thuật bình chọn) | Khi ta yêu nhau  | Đoạt giải | [ 20 ]    |
| 2008 | Album vàng 2008 | Album yêu thích tháng 7 (do khán giả bình chọn)           | Khi ta yêu nhau  | Đoạt giải | [ 20 ]    |

### ELLE Style Awards
| Năm  | Hạng mục                      | Đề cử cho | Kết quả   | Chú thích |
| ---- | ----------------------------- | --------- | --------- | --------- |
| 2015 | Nữ ca sĩ phong cách của năm   |           | Đoạt giải | [ 21 ]    |
| 2015 | Khách mời phong cách nhất     |           | Đoạt giải | [ 21 ]    |
| 2016 | Trang phục đẹp nhất thảm đỏ   |           | Đoạt giải | [ 22 ]    |
| 2017 | Trang phục đẹp nhất thảm đỏ   |           | Đoạt giải | [ 23 ]    |
| 2018 | Hình tượng thời trang của năm |           | Đoạt giải | [ 24 ]    |

### Giải thưởng của tạp chí Mốt
| Năm  | Hạng mục                           | Đề cử cho | Kết quả   | Chú thích |
| ---- | ---------------------------------- | --------- | --------- | --------- |
| 2007 | Nghệ sĩ mặc mốt nhất năm           |           | Đoạt giải |           |
| 2008 | Nghệ sĩ mặc mốt nhất năm           |           | Đoạt giải |           |
| 2009 | Nghệ sĩ mặc mốt nhất năm           |           | Đoạt giải |           |
| 2009 | Nghệ sĩ mặc ấn tượng nhất năm      |           | Đoạt giải |           |
| 2010 | Nghệ sĩ có phong cách đẹp nhất năm |           | Đoạt giải |           |

### Fitness And Entertainment Awards
| Năm  | Hạng mục                                         | Đề cử cho | Kết quả   | Chú thích |
| ---- | ------------------------------------------------ | --------- | --------- | --------- |
| 2016 | Cống hiến nổi bật cho ngành thể hình và giải trí |           | Đoạt giải | [ 25 ]    |
| 2017 | Biểu tượng sắc đẹp của năm                       |           | Đoạt giải | [ 26 ]    |

### Bài hát yêu thích
| Năm  | Hạng mục                  | Đề cử cho    | Kết quả   | Chú thích |
| ---- | ------------------------- | ------------ | --------- | --------- |
| 2015 | Bài hát yêu thích tháng 8 | What is love | Đoạt giải | [ 27 ]    |

### The Magic Box
| Năm  | Hạng mục                      | Đề cử cho | Kết quả   | Chú thích |
| ---- | ----------------------------- | --------- | --------- | --------- |
| 2015 | Nghệ sĩ của năm               |           | Đoạt giải |           |
| 2015 | Biểu tượng nghệ thuật của năm |           | Đoạt giải | [ 28 ]    |

### Vietnam Top Hit
| Năm  | Hạng mục                    | Đề cử cho     | Kết quả   | Chú thích |
| ---- | --------------------------- | ------------- | --------- | --------- |
| 2015 | Cặp đôi âm nhạc của năm     |               | Đoạt giải |           |
| 2015 | Top 5 dự án âm nhạc của năm |               | Đoạt giải |           |
| 2015 | Top 5 ca sĩ của năm         |               | Đoạt giải |           |
| 2015 | Top ca khúc Hit             | Destiny       | Đoạt giải |           |
| 2015 | Top ca khúc Hit             | Tội lỗi       | Đoạt giải |           |
| 2015 | Top ca khúc Hit             | Em đi tìm anh | Đoạt giải |           |

### Ngôi sao của năm
| Năm  | Hạng mục        | Đề cử cho | Kết quả   | Chú thích |
| ---- | --------------- | --------- | --------- | --------- |
| 2013 | Mỹ nhân của năm |           | Đoạt giải | [ 29 ]    |

### Yan Online Awards
| Năm  | Hạng mục                | Đề cử cho | Kết quả | Chú thích |
| ---- | ----------------------- | --------- | ------- | --------- |
| 2014 | Nghệ sĩ toàn mỹ         |           | Đề cử   | [ 30 ]    |
| 2014 | Nghệ sĩ truyền cảm hứng |           | Đề cử   | [ 30 ]    |

### Forbes Vietnam
| Năm  | Hạng mục                     | Đề cử cho | Kết quả   | Chú thích |
| ---- | ---------------------------- | --------- | --------- | --------- |
| 2020 | 20 ngôi sao trên mạng xã hội |           | Đoạt giải |           |

### Các giải thưởng khác
- Giải nhất Người mẫu thời trang Hà Nội mở rộng (1999)[31]
- Giải nhì Siêu mẫu Hà Nội (2000)[32]
- Giải bạc Tìm kiếm Người mẫu Thời trang Châu Á (2001)[33]
- Giải bạc Siêu mẫu Việt Nam (2002)[34]